# Faik Süleyman

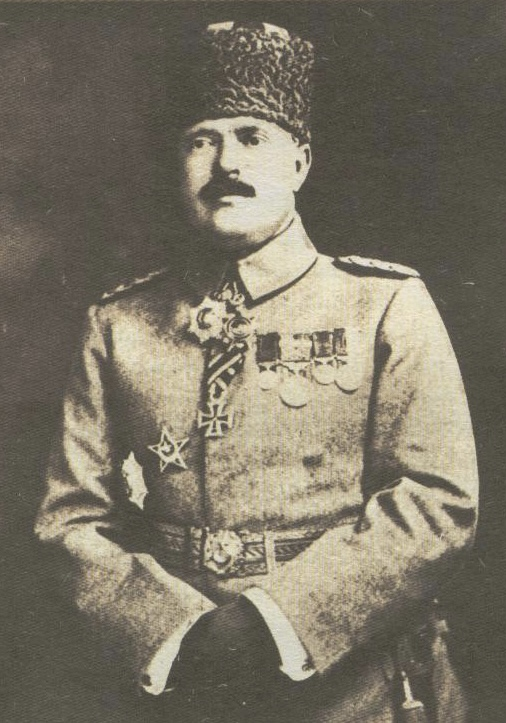
Faik Pascha

Faik Süleyman Pascha (* 1876 in Istanbul; † 1916) war ein türkischer General zur Zeiten des Osmanischen Reiches.

## Militärische Laufbahn
Süleyman trat am 16. Mai 1894 in die Militärakademie Mekteb-i Harbiye ein. 1899 machte er seinen Abschluss im Dienstrang eines Hauptmanns. 1904 wurde er zum 2. Kommandanten der Einheiten in Thessaloniki befördert. Mit 38 Jahren wurde er 1914 zum Korps-Kommandanten befördert.

## Freimaurerei
Faik Süleyman Pascha war von 1910 bis 1912 und von 1915 bis 1918 der Großmeister der Großloge der Freien und Angenommenen Maurer der Türkei. Allerdings konnte er seine Aufgabe als Großmeister nur bis zu seinem Tod an der kaukasischen Front ausüben. Von 1916 bis 1918 bis zur Neuwahl vertrat ihn Mehmet Cevat Bey.
Mit Beginn des Balkankrieges trat der vorherige Großmeister Talat Pascha zurück, da ihn seine Tätigkeit als Innenminister der Türkei voll in Anspruch nahm. Sein Nachfolger wurde Korpskommandant Sulejman Faik Bey, Meister vom Stuhl der Freimaurerloge Sija i schark in Kadiköj. Ab diesem Zeitpunkt trat der jungtürkische Einschlag der Großloge immer stärker zurück. Politische Kämpfe im Parlament führten zur Denunziation der Freimaurerei durch die politische Opposition, die Übersetzungen der Werke aus dem Taxil-Schwindel verteilen ließ.
Zum Nachfolger Sulejman Faik Beys wurde Dr. Mehmed Ali Bey gewählt.